# Victorio Martiní
Victorio Martiní (29 de enero de 1985) es un futbolista nacido en Paso de los Libres (Provincia de Corrientes) que actualmente juega para Central Córdoba de Santiago del Estero, equipo que milita actualmente en el Torneo Argentino A.

## Clubes
| Club                                  | País      | Año         |
| ------------------------------------- | --------- | ----------- |
| Defensores de Belgrano                | Argentina | 2004 - 2006 |
| All Boys                              | Argentina | 2006 - 2007 |
| Club Social y Deportivo Flandria      | Argentina | 2008        |
| Atlético Trinidad                     | Argentina | 2009 - 2010 |
| Atlético Juventud Alianza             | Argentina | 2010 - 2011 |
| Club Deportivo y Social Guaymallén    | Argentina | 2011        |
| Juventud Unida Universitario          | Argentina | 2012        |
| Central Córdoba (Santiago del Estero) | Argentina | 2012 -      |
| Atlético Trinidad                     | Argentina | 2016 -      |